# Digitivalva
Digitivalva  es un género de lepidópteros perteneciente a la familia Acrolepiidae.

## Especies
- Digitivalva africana Gaedike, 1988
- Digitivalva amseli Gaedike, 1975
- Digitivalva arnicella Heyden, 1863
- Digitivalva artemisiella Moriuti, 1972
- Digitivalva asiatica Gaedike, 1971
- Digitivalva christophi (Toll, 1958)
- Digitivalva delaireae Gaedike & Krüger, 2002
- Digitivalva eglanteriella Mann, 1855
- Digitivalva exsuccella (Erschoff, 1874)
- Digitivalva granitella Treitschke, 1833
- Digitivalva hemiglypha Diakonoff & Arita, 1976
- Digitivalva hoenei Gaedike, 1971
- Digitivalva kasachstanica Gaedike, 1994
- Digitivalva luteola Gaedike, 1988
- Digitivalva macedonica Klimesch, 1956
- Digitivalva minima Gibeaux, 1987
- Digitivalva nephelota (Bradley, 1965)
- Digitivalva occidentella Klimesch, 1956
- Digitivalva orientella Klimesch, 1956
- Digitivalva pappella Walsingham, 1907
- Digitivalva perlepidella Stainton, 1849
- Digitivalva peyrierasi Gibeaux, 1987
- Digitivalva pulicariae Klimesch, 1956
- Digitivalva reticulella Hübner, 1796
- Digitivalva solidaginis Staudinger, 1859
- Digitivalva sibirica (Toll, 1958)
- Digitivalva trapezopa (Meyrick, 1914)
- Digitivalva valeriella Snellen, 1878
- Digitivalva viettei Gibeaux, 1987
- Digitivalva wolfschlaegeri Klimesch, 1956